# Георги Гапон
Георги Гапон (на руски: Гео́ргий Аполло́нович Гапо́н) е свещеник от Руската православна църква, политически деятел и профсъюзен лидер, оратор и проповедник. Той е създател и ръководител на работническата организация „Сдружение на руските фабрично-заводски работници на Санкт Петербург“, организатор на масовото шествие на работниците на 9 януари 1905 година, завършило с разстрел на работници и положило началото на Първата руска революция от 1905-1907 година. След това Гапон е деятел на руската революционна имиграция, организатор на Женевската междупартийна конференция през 1905 г., участник в неуспешното въстание през 1905 г. в Санкт Петербург и основател на революционната организация „Общорусийски работнически съюз“. След завръщането си в Русия продължава революционната си дейност като се обявява против въоръжените методи на борба. През март 1906 г. бива убит от група есери по обвинения че сътрудничи на властите с доноси и информация и е предател на революцията.
Една от основните му черти е огромното му честолюбие, той вярва, че му е отредена огромна роля в световната история. Още като студент в Духовната академия заявява, че или ще стане велик човек, или каторжник. През 1905 г. се вживява в ролята на пророк и се нагърбва със задачата да изведе народа от нищетата, невежеството и неправдата. Той създава култ към своята личност, като се обявява за единствения защитник на интересите на народа.
Неговите амбиции и мания за величие отблъскват голяма част от революционерите. Той вярва, че неговата роля е избрана от Бога. По разкази на съвременници, Георги Гапон има красива, ярка и запомняща се външност. Той прилича на италианец, евреин и арменец едновременно с черните си коса, брада и очи. Някои го оприличават на Христос. Много съвременници отбелязват неговото обаяние, общителност и умение да оказва влияние върху другите. Отличава се и с ораторски талант.
На 28 март 1906 г. Георги Гапон излиза от Петербург по Финландската железопътна линия и не се завръща обратно. По сведения на работници, той се отправя на делова среща с представители на партията на есерите.. Гапон не взима със себе си нито вещи, нито оръжие и обещава да се прибере до вечерта. В средата на април във вестниците се появява съобщение, е убит от члена на партията на есерите Петър Рутенберг.